# Mikropenis

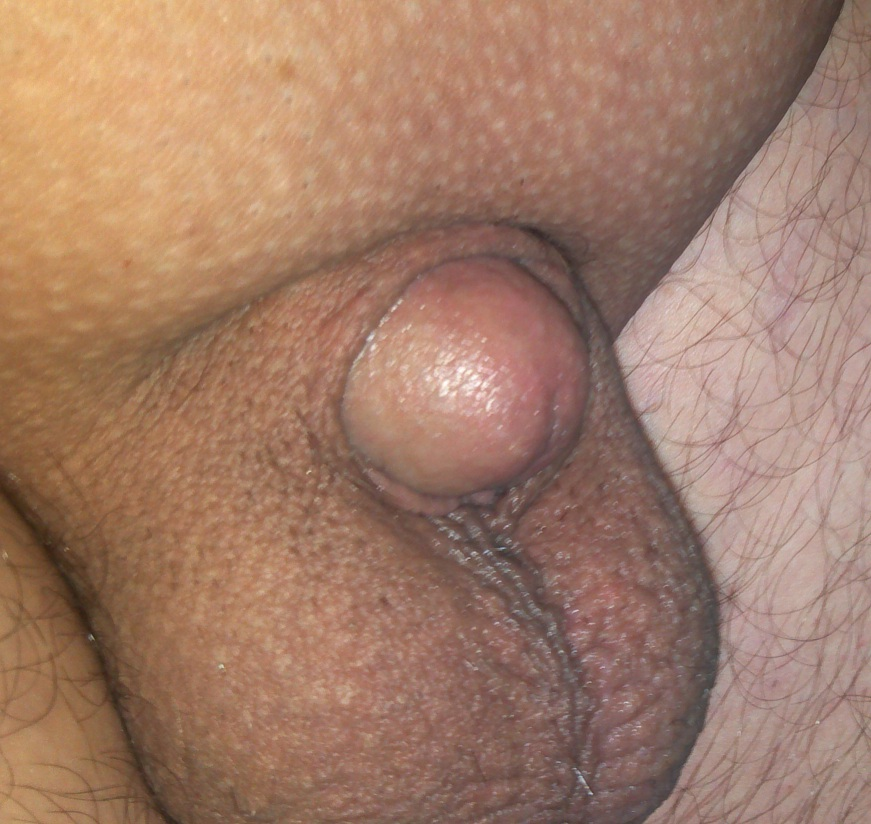
Mikropenis w stanie spoczynku

Mikropenis – wada rozwojowa zewnętrznych męskich narządów płciowych polegająca na wykształceniu u osoby z kariotypem 46XY prawidłowego prącia, o prawidłowej funkcji, lecz o długości w stanie wzwodu mniejszej o co najmniej 2,5 odchylenia standardowego od średniej długości prącia, czyli mniejszy niż około 7 cm. Przyczyną jest niedobór androgenów w drugiej fazie rozwoju narządów płciowych. Leczenie polega na hormonoterapii.